# Sitno (Szczecinek)
Sitno (deutsch Hütten bei Gellin) ist ein Ort in der Woiwodschaft Westpommern in Polen. Er gehört zur Landgemeinde Szczecinek im Powiat Szczecinecki.

## Geographische Lage
Der Ort liegt im Osten Pommerns, südlich von Szczecinek (Neustettin). 

## Geschichte
Der Ort gehörte bis zum Ende des Zweiten Weltkriegs zu Deutschland. Er bildete eine Gemeinde im Landkreis Neustettin in der preußischen Provinz Pommern. In der Gemeinde lagen neben dem Ort Hütten b. Gellin die Wohnplätze Forsthaus Karlshorst, Forsthaus Mossin, Marienthron und Ziegelei Hütten.

## Einwohnerentwicklung
| Jahr | Einwohnerzahl | Quelle |
| ---- | ------------- | ------ |
| 1925 | 470           | [ 2 ]  |
| 1933 | 469           | [ 2 ]  |
| 1939 | 691           | [ 2 ]  |

## Persönlichkeiten

### Söhne und Töchter des Ortes
- Karl Albrecht Schachtschneider (* 1940), deutscher Staatsrechtslehrer